# Тайлер Дерден
«Оповідач» (англ. Narrator) — вигаданий персонаж, який виступає центральною фігурою роману «Бійцівський клуб» 1996 року Чака Палагнюка, однойменної екранізації 1999 року та коміксу «Бійцівський клуб 2». Оповідач потерпає через безсоння, ім'я Оповідача невідоме, наратор перебуває одночасно в ролі оповідача і дійової особи. Персонажа зображено як звичайну людину вдень (у фільмі це «оповідач»), що стає непередбачуваним і харизматичним Тайлером Дерденом вночі під  час безсоння. Тільки в кінці історії читач дізнається про те, що у героя роздвоєння особистості, і що Тайлер і оповідач — це лише дві сторони розколу особистості.
2008 року журнал Empire обрав Тайлера найкращим персонажем фільмів всіх часів Коли список був перероблений у 2015 році, він розмістився під номером 8. .

## Появи

#### У гонитві за щастям(1995)
Вперше «Оповідач» з’явився у новелі на сім сторінок у збірнику «У гонитві за щастям» 1995 року. Пізніше ця історія стала шостою главою роману "Бійцівський клуб", який Палагнюк опублікував у 1996 році.

#### Бійцівський клуб(1996)
У романі 1996 року Оповідач зображений як середньостатистичний чоловік середнього класу, який працює в автомобільній компанії, де він вивчає автомобільні аварії, щоб визначити, чи слід знімати з продажу модель автомобіля, що потрапила в аварію. Потерпаючи через безсоння і депресію він починає відвідувати групи підтримки для людей з хворобами, на які сам не хворіє. Це викликає у нього катарсис, після якого минає безсоння. Коли в групах починає з'являтися самозванка на ім'я Марла Зінгер, його зникає ейфорія і повертається безсоння.
Оповідач зустрічає людину на ім'я Тайлер Дерден, коли на самоті перебуває на нудистському пляжі, і починає мешкати з ним після того, як його квартира вибухнула за невстановлених обставин. Вони вдвох організовують щотижневі зустрічі, відомі як «Бійцівський клуб», в якому вони та інші люди можуть брати участь у кулачних боях. Після того, як Марла телефонує до їхньої резиденції, погрожуючи самогубством, в неї з Тайлером починається роман, який бентежить Оповідача. Тайлер створює подібну на культ організацію, відому як проект "Погром" для того, щоб активно просувати свої анти-споживчі ідеали, але між Оповідачем та проектом "Погром" з'являються непорозуміння, оскільки діяльність проєкту стає все більш диструктивною.
Оповідач дізнається, що вони з Тайлером насправді одна і та ж людина, оскільки свідомість Оповідача сформувала нову особистість, яка могла втікти від проблем, що псували життя Оповідача. За підтримки проекту "Погром" Тайлер планує зруйнувати хмарочос та національний музей за допомогою саморобної вибухівки. Тайлер планує як мученик померти під час вибуху разом із Оповідачем. У спробі запобігти виконанню плану Тайлера, Оповідач піднімається на дах будівлі, де Тайлер вже тримає його на прицілі. Коли Марла прибуває на дах з однією з груп підтримки, Тайлер зникає, оскільки Тайлер "був його[Оповідача] галюцинацією, а не її".
Після зникнення Тайлера, Оповідач перебуває в очікуванні смерті від вибуху. Однак бомба не спрацьовує, оскільки Тайлер додав парафін у вибухівку. Оповідач, тримаючи пістолет Тайлера, вибирає самогубство. Пізніше він приходить до тями в психіатричній лікарні, вважаючи, що перебуває у Раю, і уявляє суперечку з Богом щодо людської природи. Роман закінчується тим, що до Оповідача звертаються працівники лікарні, які насправді є членами проекту «Погром».
Оповідач не має імені в романі, проте до нього часто звертаються "Джо", згідно його цитат, таких як "Я - Джо". Ця цитата посилається старі статті журналу "Reader's Digest", які прочитав Оповідач, в яких органи людини пишуть про себе від першої особи .

#### Бійцівський клуб 2(2015)
У продовженні коміксу "Бійцівський клуб 2" Оповідача звати Себастьян. Події відбуваються через десять років після оригінального роману, Оповідач зображений як робітник приватного військового підрядника. В цей час вони з Марлою одружені і мають дев'ятирічного сина на ім'я Джуніор.   Після того, як Джуніор загинув у пожежі, з'ясовується, що мати та батько Оповідача загинули в двох окремих пожежах.  На відміну від фільму, вигляд Тайлера базується на зовнішності друга автора, який описується як "довговолосий наче Ісус блондин".  Темперамент Тайлера певною мірою тримається під контролем за допомогою ліків.
Бійцівський клуб 2 пропонує нове, кардинально інше пояснення сутності Тайлера: Оповідач виявляє, що Тайлер - це не просто його інша особистість, а по суті, свого роду мем, який може поширюватися від однієї людини до іншої. Нинішне вмістилище особистості "Тайлер Дерден" завдає шкоди життю дітей з метою створення стресових факторів, які породжуватимуть у дітях, коли вони виростуть, нову особистість "Тайлера Дердена", що дасть змогу "Тайлеру Дердену" " досягнути свого роду безсмертя. Лікар Оповідача з'ясував за допомогою сеансів гіпнозу, що батько та дідусь Оповідача були носіями цієї особистості, і що "Тайлер" також брав участь у "формуванні" життя Марли - "розводив їх як худобу" поколіннями, для того аби Оповідач та Марла, у свою чергу, могли народити сина, який би був вмістилищем Тайлера в наступному поколінні. Джуніор лише зімітував свою смерть у вогні, оскільки його повільно бере під контроль Тайлер Дерден, як і його батька колись. Розповідач повинен переслідувати "Тайлера" аби його зупинити, хоча він не може по-справжньому вбити його, не вбивши себе разом із сином.

### Фільм

Едвард Нортон у ролі Оповідача (зліва) та Бред Пітт у ролі Тайлера Дердена (праворуч).

У фільмі 1999 року "Бійцівський клуб" (за мотивами роману Палагнюка), що був зрежисований Девідом Фінчером, Оповідача грає Едвард Нортон, а Тайлера - Бред Пітт.  Актори розпочали підготовку до своїх ролей з уроків боксу, греплінгу,  тхеквондо та миловаріння.   Пітт вирішив відвідати стоматолога, щоб йому відрізали шматочки передніх зубів, аби персонажа Тайлера були недосконалі зуби.  Зуби були відновлені після завершення виробництва фільму. 
Оповідач та Тайлер у фільмі та романі схожі, але мають деякі відмінності. На відміну від роману, вони зустрічаються під час польоту літака, а не на нудистському пляжі, і кінематографічне втілення Тайлера нікого не вбиває, на відміну від літературної версії. Крім того, роман закінчується Оповідачем в психіатричній лікарні, а фільм завершується сценою Оповідача і Марли в хмарочосі, звідки відкривається вид на горизонт, що вибухає за планом проекту "Погром".
Як і в романі, Оповідач не має імені, хоча сценарій називає його "Джеком".  Не зважаючи на те, що  в романі «Розповідач» називає себе «Джо», екранізація замінює «Джо» на «Джек».

### Відео ігри
У відеоігрі Fight Club 2004 року, розробленій Genuine Games і випущеній Vivendi, оповідача озвучує Дейв Віттенберг, а Тайлера Джошуа Леонард .

## Сприйняття
2008 року журнал Empire обрав Тайлера найкращим персонажем фільму всіх часів. Коли список переробили 2015 року, він посів 8 сходинку.

## Дивіться також
- Ненадійний наратор
- Дисоціативний розлад ідентичності
- Дивний випадок з доктором Джекілом та містером Хайдом

## Зовнішні посилання
- Оповідач на IMDb